# Sony Pictures Home Entertainment
Sony Pictures Home Entertainment Inc. (krócej SPHE) – oddział Sony Pictures Entertainment, zajmujący się dystrybucją filmów wydawanych do użytku domowego.

## Historia
Przedsiębiorstwo zostało założone w czerwcu 1978 roku w Burbanku, w Kalifornii, jako Columbia Pictures Home Entertainment, w listopadzie 1979 roku wydało 20 filmów. Licencję i dystrybucję pierwszych 20 wydań filmowych miało Time-Life Video, należące do Time-Life Films, lecz związek był krótkotrwały i Columbia Pictures uruchomiła własne ramię dystrybucyjne.
W marcu 1981 roku zmieniło swoją nazwę na RCA/Columbia Pictures International Video, po tym jak Columbia uruchomiła spółkę joint venture wspólnie z RCA. Zajmowało się dystrybucją filmów NBC, ponieważ było wówczas jednostką zależną RCA.
Od czasu powstania Tri-Star Pictures, przedsiębiorstwo stało się jednym z trzech głównych dystrybutorów produkcji Tri-Star do użytku domowego. Dystrybuowało również filmy innych wytwórni, w tym m.in. większość kinowych produkcji studia New Line Cinema.
W 1989 roku SPHE zaczęło się specjalizować w dystrybucji filmów wytwórni filmowych i seriali telewizyjnych Sony wydawanych na płyty CD, DVD i Blu-ray Disc.
W sierpniu 1991 roku General Electric sprzedało 50% udziałów firmie Sony Corporation, po czym RCA/Columbia zostało przemianowane na Columbia TriStar Home Video przez Sony.
W kwietniu 2001 roku przedsiębiorstwo zmieniło swoją nazwę na Columbia TriStar Home Entertainment, którą posiadało do listopada 2004 roku, kiedy to zostało przemianowane na Sony Pictures Home Entertainment.
W 2008 roku SPHE podpisało trzyletnią umowę z Anchor Bay Entertainment na globalne wydanie filmów na płyty DVD (z wyjątkiem Ameryki Północnej, Kanady, Australii i Wielkiej Brytanii).
21 lutego 2010 roku The Weinstein Company podpisała kontrakt z SPHE na dystrybucję filmów do użytku domowego za pośrednictwem Sony Pictures Worldwide Acquisitions. 31 sierpnia 2010 roku SPHE podpisało wieloletnią umowę z Image Entertainment na marketing oraz dystrybucję filmów na płyty DVD i Blu-ray za pośrednictwem Image.
23 kwietnia 2012 roku Mill Creek Entertainment zawarło kontrakt na dystrybucję filmów do użytku domowego z SPHE, nabywając tym samym prawa do dystrybucji 250 filmów z katalogu Sony Pictures Entertainment na płyty DVD i Blu-ray. 27 sierpnia 2013 roku Mill Creek zawarło kontrakt z SPHE na dystrybucję 665 filmów z katalogu Sony Pictures i 54 programów telewizyjnych na DVD.